# Voo Asiana Airlines 214

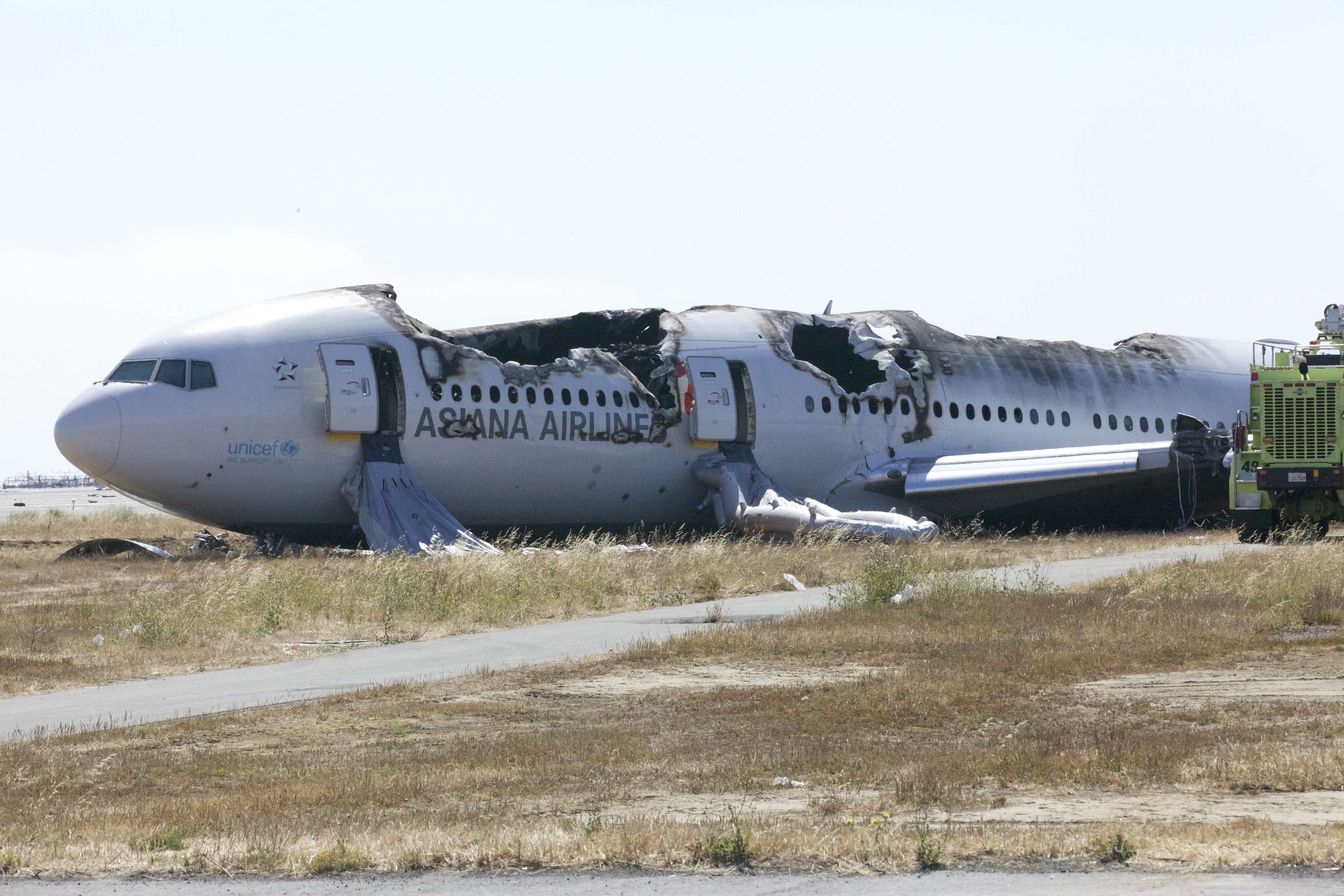
Frente esquerda do Voo 214 da Asiana Airlines acidentado em São Francisco

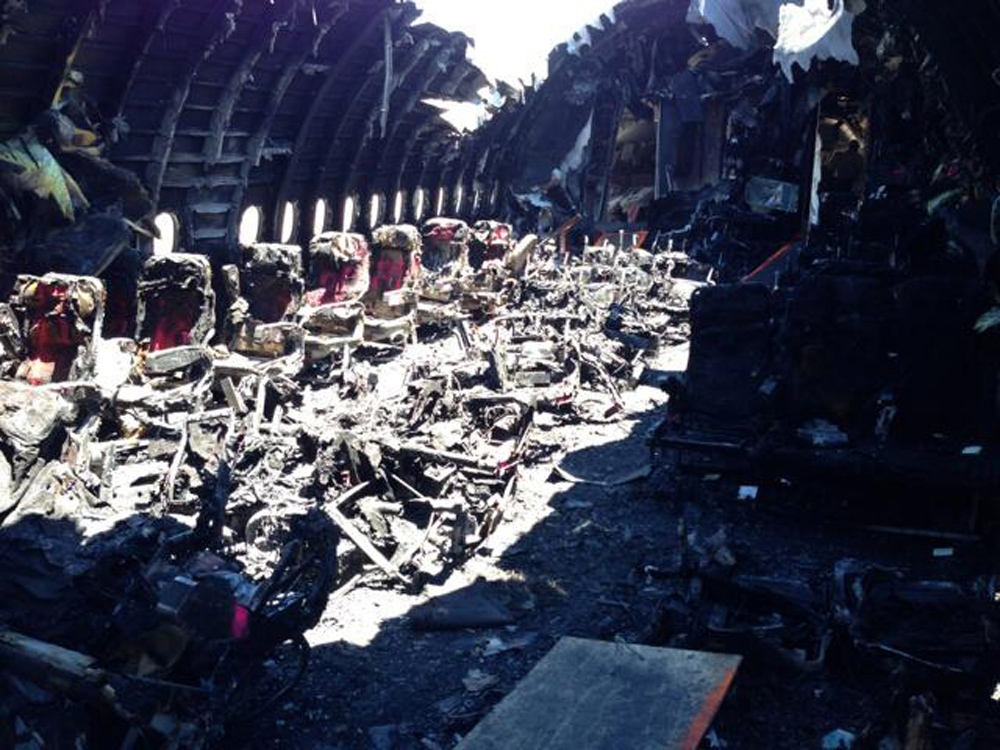
Interior da aeronave após o incêndio.

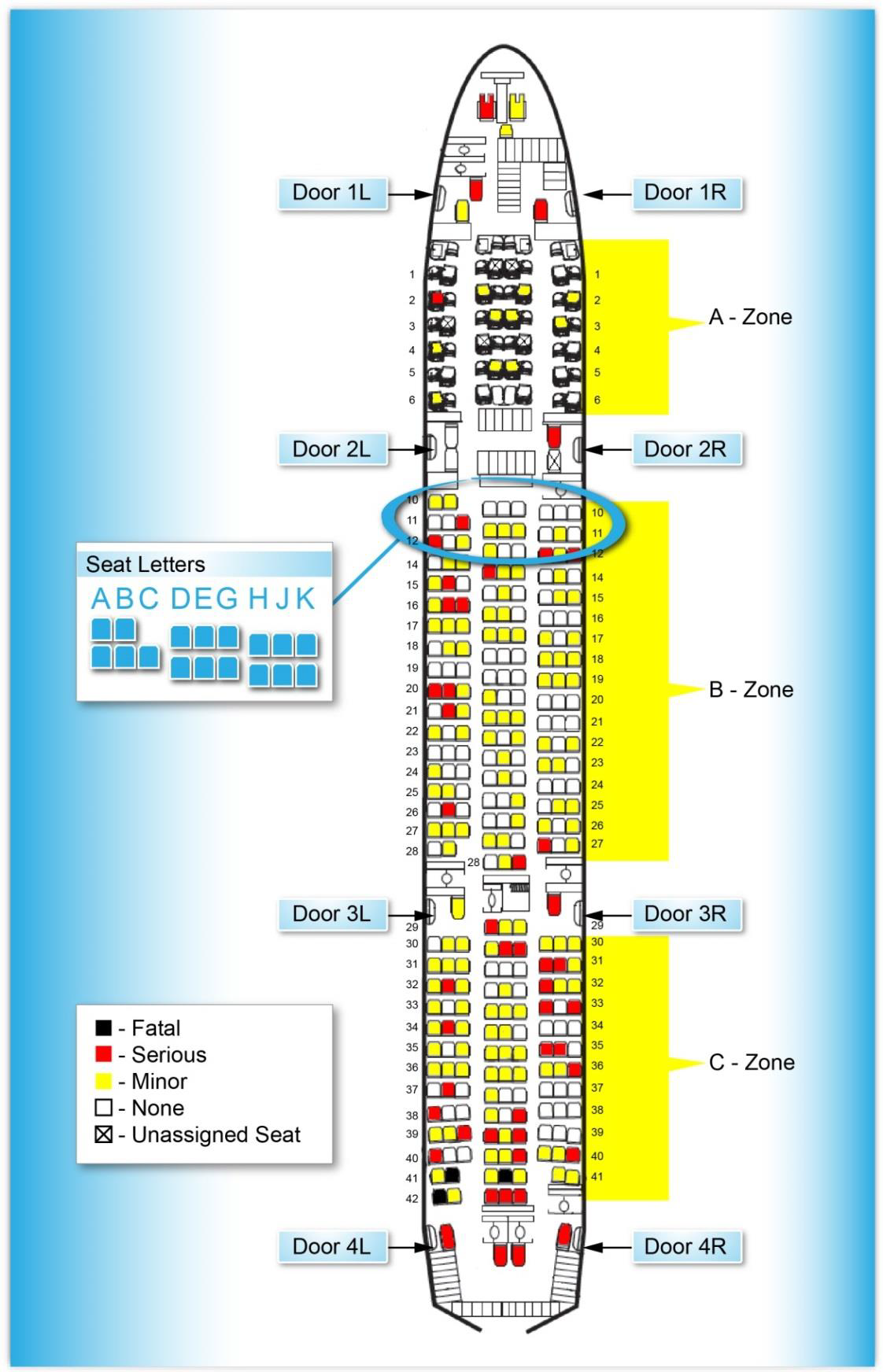
Mapa dos assentos

O voo 214 da Asiana Airlines foi um voo transpacífico programado de passageiros, que partiu do Aeroporto Internacional de Incheon na Coreia do Sul, com destino ao Aeroporto Internacional de São Francisco na Califórnia, Estados Unidos, e que, se acidentou na aproximação final da pista de São Francisco, no dia 6 de julho de 2013.
As 11h28 hora local, ao se aproximar para a aterrissagem, o Boeing 777-200ER bate no quebra-mar da pista 28L do Aeroporto Internacional de São Francisco, e "capota" na pista. Das 307 pessoas a bordo, três morreram. Foi o primeiro acidente com vítimas fatais do Boeing 777. A causa do acidente foi uma aproximação muito baixa do avião que fez com que a cauda batesse no solo antes da pista.
A aeronave era um Boeing 777-200ER com o prefixo HL7742, entregue à Asiana Airlines em março de 2006, que acumulou 36 000 horas de voo e 5 000 decolagens e pousos.